# Corticosterona
La corticosterona es un glucocorticoide liberado junto al cortisol en la zona fascicular de la corteza suprarrenal. En los humanos se secreta en menor cantidad y, aunque sus efectos no sean importantes, constituye un precursor de la aldosterona.
En otras especies la corticosterona es el principal glucocorticoide, involucrándose en la regulación del metabolismo, las reacciones inmunológicas y las respuestas de estrés. Suele ser la causa de que en muchas ocasiones, nos quedemos en blanco cuando intentamos pensar en algo. Es una respuesta ante un peligro o situación de estrés, por lo tanto permanece hasta que esta no ha pasado.